# Franciszek Błasiak
Franciszek Błasiak (Błasik) (ur. 31 grudnia 1884 w Czańcu, zm. 20 stycznia 1916 nad Styrem) – podoficer Legionów Polskich, działacz niepodległościowy, kawaler Orderu Virtuti Militari.

## Życiorys
Franciszek Błasiak (Błasik) urodził się w rodzinie Stanisława i Katarzyny z Kozłów. 
Absolwent gimnazjum, działał w skautingu. W 1914 wstąpił do Legionów Polskich i został przydzielony do 12 kompanii 3 pułku piechoty. Awansując na sierżanta, wyznaczony został na stanowisko dowódcy plutonu.
W grudniu 1914, w czasie ataku na Maksymiec, osłaniając odwrót III baonu, z własnej inicjatywy przeprowadził kontratak i powstrzymał nacierających Rosjan. W styczniu 1915 jako d-ca placówki nad Styrem powstrzymał ataki wroga na redutę Piłsudskiego, ginąc na pozycji.
Za bohaterstwo w walce pośmiertnie odznaczony został Krzyżem Srebrnym Orderu Virtuti Militari.
Order odebrała matka z rąk dowódcy DOK nr V w asyście kompanii honorowej i orkiestry 12 pułku piechoty.

## Ordery i odznaczenia
- Krzyż Srebrny Orderu Wojskowego Virtuti Militari nr 5964 – pośmiertnie, 17 maja 1922[3]
- Krzyż Niepodległości[1]
- Krzyż Walecznych[1]